# Moanda (ort i Kongo-Kinshasa)

Moanda eller Muanda är en stad i Kongo-Kinshasa, vid Kongoflodens mynning vid Atlantkusten. Den är huvudort i territoriet med samma namn.